# Truist Atlanta Open 2021 - Qualificazioni singolare
Le qualificazioni del singolare del Truist Atlanta Open 2021 sono state un torneo di tennis preliminare per accedere alla fase finale della manifestazione. I vincitori dell'ultimo turno sono entrati di diritto nel tabellone principale. In caso di ritiro di uno o più giocatori aventi diritto a questi sono subentrati i lucky loser, ossia i giocatori che hanno perso nell'ultimo turno ma che avevano una classifica più alta rispetto agli altri partecipanti che avevano comunque perso nel turno finale.

## Teste di serie
1. Peter Gojowczyk (qualificato)
2. Christopher O'Connell (qualificato)
3. Evgenij Donskoj (qualificato)
4. Jason Jung (ultimo turno)

1. Illja Marčenko (primo turno)
2. Sebastian Ofner (ultimo turno, ritirato)
3. Elias Ymer (primo turno)
4. Gō Soeda (primo turno)

## Qualificati
1. Peter Gojowczyk
2. Christopher O'Connell

1. Evgenij Donskoj
2. Bjorn Fratangelo

## Tabellone

### Legenda
| - Q = Qualificato - WC = Wild card - LL = Lucky loser | - ALT = Alternate - SE = Special Exempt - PR = Protected Ranking | - w/o = Walkover - r = Ritirato - d = Squalificato |

### Sezione 1
|  | Primo turno | Primo turno     | Primo turno     | Primo turno | Primo turno |  |  | Ultimo turno | Ultimo turno    | Ultimo turno    | Ultimo turno | Ultimo turno |  |
|  |             |                 |                 |             |             |  |  |              |                 |                 |              |              |  |
|  | 1           | Peter Gojowczyk | Peter Gojowczyk | 6           | 6           |  |  |              |                 |                 |              |              |  |
|  | WC          | Donald Young    | Donald Young    | 4           | 1           |  |  | 1            | Peter Gojowczyk | Peter Gojowczyk | 6            | 6            |  |
|  | Alt         | James Ward      | James Ward      | 6           | 7           |  |  | Alt          | James Ward      | James Ward      | 2            | 4            |  |
|  | 5           | Illja Marčenko  | Illja Marčenko  | 3           | 6(1)        |  |  |              |                 |                 |              |              |  |

### Sezione 2
|  | Primo turno | Primo turno           | Primo turno           | Primo turno | Primo turno |  |  | Ultimo turno | Ultimo turno          | Ultimo turno          | Ultimo turno | Ultimo turno |  |
|  |             |                       |                       |             |             |  |  |              |                       |                       |              |              |  |
|  | 2           | Christopher O'Connell | Christopher O'Connell | 7           | 6           |  |  |              |                       |                       |              |              |  |
|  |             | Yosuke Watanuki       | Yosuke Watanuki       | 5           | 4           |  |  | 2            | Christopher O'Connell | Christopher O'Connell | 4            |              |  |
|  | WC          | Samir Banerjee        | Samir Banerjee        | 5           | 4           |  |  | 6            | Sebastian Ofner       | Sebastian Ofner       | 2            | r            |  |
|  | 6           | Sebastian Ofner       | Sebastian Ofner       | 7           | 6           |  |  |              |                       |                       |              |              |  |

### Sezione 3
|  | Primo turno | Primo turno     | Primo turno   | Primo turno | Primo turno |  |  | Ultimo turno | Ultimo turno    | Ultimo turno    | Ultimo turno | Ultimo turno |  |
|  |             |                 |               |             |             |  |  |              |                 |                 |              |              |  |
|  | 3           | Evgenij Donskoj | 3             | 6           | 6           |  |  |              |                 |                 |              |              |  |
|  |             | Noah Rubin      | 6             | 3           | 4           |  |  | 3            | Evgenij Donskoj | Evgenij Donskoj | 6            | 6            |  |
|  |             | Matthew Ebden   | Matthew Ebden | 6           | 7           |  |  |              | Matthew Ebden   | Matthew Ebden   | 4            | 4            |  |
|  | 8           | Gō Soeda        | Gō Soeda      | 3           | 64          |  |  |              |                 |                 |              |              |  |

### Sezione 4
|  | Primo turno | Primo turno      | Primo turno      | Primo turno | Primo turno |  |  | Ultimo turno | Ultimo turno     | Ultimo turno | Ultimo turno | Ultimo turno |  |
|  |             |                  |                  |             |             |  |  |              |                  |              |              |              |  |
|  | 4           | Jason Jung       | 6                | 64          | 6           |  |  |              |                  |              |              |              |  |
|  |             | Lukáš Lacko      | 4                | 7           | 3           |  |  | 4            | Jason Jung       | 3            | 6            | 5            |  |
|  |             | Bjorn Fratangelo | Bjorn Fratangelo | 7           | 6           |  |  |              | Bjorn Fratangelo | 6            | 1            | 7            |  |
|  | 7           | Elias Ymer       | Elias Ymer       | 65          | 3           |  |  |              |                  |              |              |              |  |